# Guambius pinguis
Guambius pinguis är en mångfotingart som först beskrevs av Charles Harvey Bollman 1888.  Guambius pinguis ingår i släktet Guambius och familjen stenkrypare. Inga underarter finns listade i Catalogue of Life.